# Gustav Eduard von Hindersin

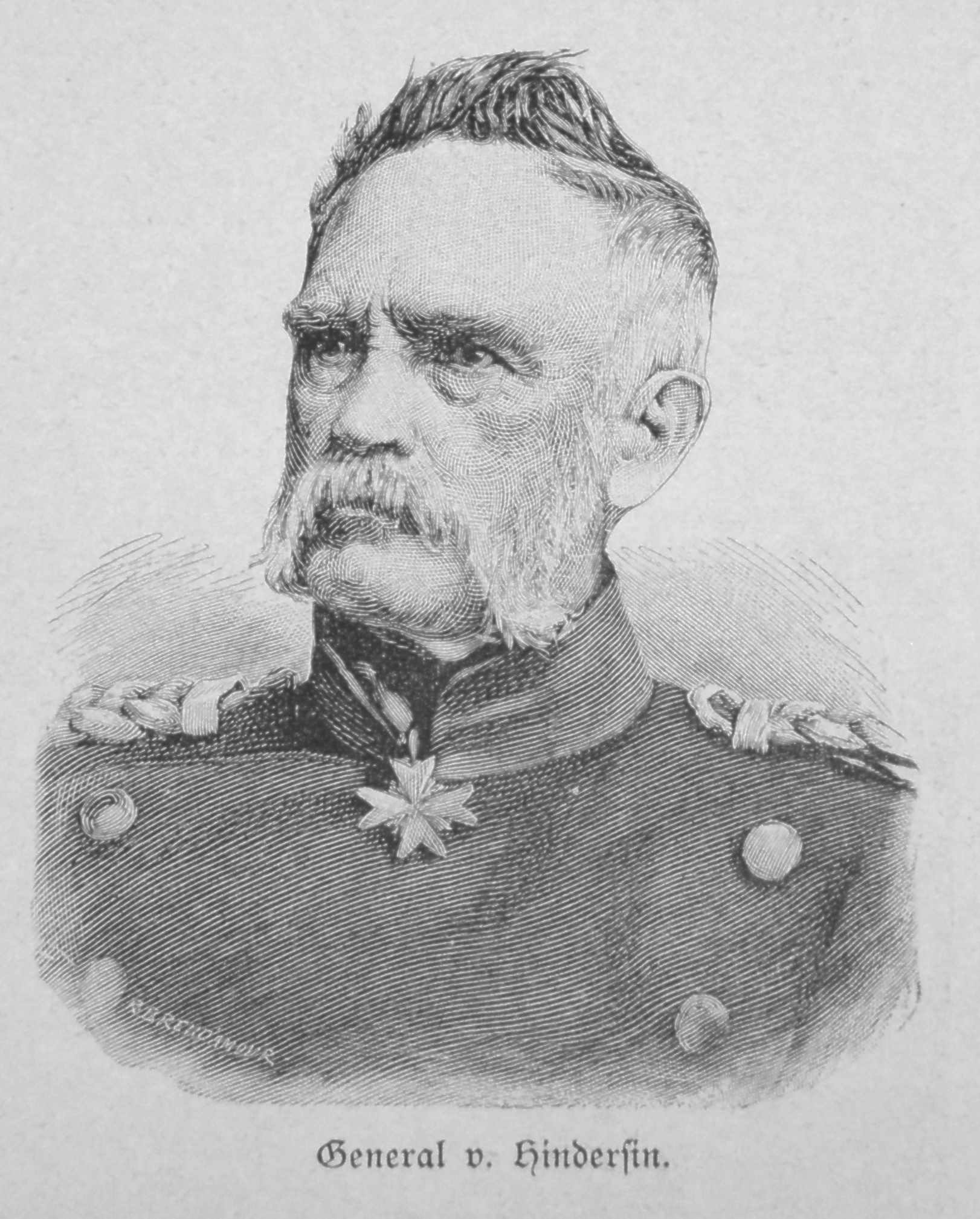
Gustav Eduard von Hindersin.

Gustav Eduard von Hindersin (18 tháng 7 năm 1804 – 23 tháng 1 năm 1872) là một tướng lĩnh trong quân đội Phổ, người đến từ Wernigerode tại quận Harz (ngày nay thuộc Sachsen-Anhalt). Từng là một chỉ huy thành công trong Chiến tranh Schleswig lần thứ hai, ông được nhìn nhận là một viên tướng thanh tra xuất sắc của lực lượng pháo binh Phổ, đã tiến hành cuộc cải cách về pháo binh, đem lại cho phương pháo đào tạo và chiến thuật của pháo lực Phổ những tiêu chuẩn mới về độ chính xác. Mặc dù trong chiến dịch Böhmen năm 1866, pháo binh của Phổ hiếm khi thể hiện được uy lực của mình do quá trình cải cách của ông chỉ mới khởi đầu, cuộc canh tân của Hindersin đã mang lại ưu thế vượt trội của lực lượng pháo binh Phổ đối với các pháo binh khác trên lục địa châu Âu. Và, sức mạnh vượt trội của pháo binh Đức trước Pháp đã trở thành một nhân tố quan trọng trong những chiến thắng của quân đội Phổ trong cuộc Chiến tranh Pháp - Đức (1870 – 1871). Hindersin đã tham gia trong một số trận đánh quan trọng của cuộc chiến này.

## Cuộc đời
Gustav Eduard von Hindersin chào đời vào ngày 18 tháng 7 năm 1804, là con trai của giáo sĩ theo đạo Luther, người đã giữ một chức cha phó nhỏ tại Wernigerode ở quận Harz. Ông đã được thân phụ của mình giáo dục bài bản, và sớm tỏ ra đam mê con đường binh nghiệp. Đầu đời, ông sống nghèo khổ, và cuộc đấu tranh để sinh tồn của Hindersin đã tạo cho con người ông một bản lĩnh sắt đá. Vào tháng 10 năm 1820, khi chỉ mới 16 tuổi, ông đã gia nhập lữ đoàn pháo binh số 3, khi ấy đồn trú tại Erfurt. Sau khi phục vụ trong quân ngũ được 5 năm, ông được phong quân hàm Thiếu úy. Tài năng, sự uyên bác và hiếu học của ông gây cho các cấp trên của ông chú ý, và ông được gửi đến học Trường Chiến tranh ở kinh đô Berlin để hoàn tất nền giáo dục khoa học quân sự của mình. Sau khi học từ năm 1830 cho đến năm 1837, ông đã tham gia trong cơ quan đo vẽ địa hình của Bộ Tổng tham mưu Phổ. Vào năm 1841, Hindersin được phong cấp Trung úy và bổ nhiệm vào Bộ Tổng tham mưu. Năm sau (1842), ông được thăng hàm Đại úy, và 4 năm sau (1946), ông được phong hàm Thiếu tá, và được cử làm thủ trưởng của cơ quan đo đạc địa hình.
Đến mùa hè năm 1849, Thiếu tá Hindersin đã phục vụ trong bộ tham mưu của tướng Peucker, người chỉ huy một quân đoàn Liên minh Đức trấn áp cuộc nổi dậy tại Baden. Ban đầu ông là trợ lý tham mưu trưởng, và sau trở thành tham mưu trưởng của Peucker. Ông đã tham chiến trong trận đánh ở Lautershausen, và trong cuộc giao tranh ở Ladenburg, ông đã được dịp trèo lên tòa tháp thành phố, để dễ dàng trinh thám đối phương. Nhưng trong khi đó, quân nổi dậy giành một thắng lợi tạm thời và Hindersin bị bao vây trước khi ông có thể rút khỏi trạm quan sát cua mình. Ông đã bị bắt giải đến Rastatt, nhưng phe nổi dậy đã phóng thích cho ông ít lâu sau đó, và không lâu trước khi Rastatt bị thất thủ về tay Liên minh Đức. Sau khi chiến dịch chấm dứt, viên thiếu tá được bổ nhiệm vào bộ tham mưu của Quân đoàn VI tại Breslau. Sau một thời gian thăng tiến, vào năm 1858, ông trở thành Thiếu tướng và cục trưởng cục thanh tra pháo binh III. Vào ngày 18 tháng 10 năm 1861, vua Wilhelm I của Phổ đã phong cho ông làm Trung tướng. Ông cũng được bổ nhiệm làm cục trưởng cục thanh tra pháo binh II ở Berlin, và là giám đốc ủy ban kiểm tra việc phong cấp trung úy trong pháo binh. Trong cuộc chiến tranh chống Đan Mạch vào năm 1864, Hindersin đã tổ chức các cuộc tấn công của công binh và pháo binh vào các công sự của quân đội Đan Mạch ở Dybbøl. Tài thao lược và sự năng động của ông đã góp phần không nhỏ đến thắng lợi của các chiến dịch tại Dybbøl, và của cuộc tấn công quyết định của quân đội Phổ vào Dybbøl ngày 18 tháng 4 năm 1864. Với mong muốn tưởng thưởng cho những cống hiến quan trọng và lâu dài của Hindersin đối với các lực lượng của Phổ, vua Wilhelm I đã liệt ông vào hàng khanh tướng, và vào tháng 12 năm 1864, nhà vua bổ nhiệm ông làm vị tướng thanh tra duy nhất của lực lượng pháo binh Phổ, đồng thời là hiệu trưởng của trường cao học dành cho lính pháo binh và công binh. Giờ đây, Hindersin đã bước vào giai đoạn thành công và sôi động nhất trong cuộc đời của mình.

### Công cuộc cải tổ pháo lực Phổ
Trải nghiệm của Hindersin tại Dybbøl chứng tỏ với ông rằng thời đại của các khẩu pháo nòng trơn đã đi vào quá khứ, và giờ đây ông chú tâm một cách không ngơi nghỉ vào việc tái vũ trang và tái cấu trúc lực lượng pháo binh Phổ. Các khoản ngân sách có sẵn của Phổ thực sự không nhiều và Nghị viện đã trợ cấp một cách bất đắc dĩ cho công cuộc canh tân của Hindersin. Trong khi đó, người đương thời vẫn còn đặt niềm tin vững chắc vào thế thượng phong của pháo nòng trơn. Trong thời gian đó, pháo binh Phổ không hề được huấn luyện thực tiễn để chuẩn bị cho chiến tranh, kể cả các đơn vị pháo dã chiến lẫn pháo của pháo đài. Trong đó, các đơn vị pháo binh của pháo đài không có một sự tiến triển đáng kể nào kể từ sau thời đại của Friedrich Đại đế, và trước khi Hindersin trở thành tướng thanh tra, họ chỉ được thực tập với những khẩu pháo vốn đã được đặt trong một pháo đài duy nhất qua hàng năm trời. Nhưng, đến Hindersin, tất cả mọi thứ đều được thay đổi: với sự đặc biệt quan tâm đến ưu thế của pháo rãnh xoắn so với pháo nòng trơn, ông tái cơ cấu toàn bộ các pháo đội bộ binh, đẩy mạnh việc thực hiện các cuộc diễn tập vây hãm và phòng thủ pháo đài, đồng thời loại bỏ các khẩu pháo nòng trơn ra khỏi các pháo đài của Phổ, ngoại trừ việc phòng ngự đường hào quanh pháo đài. Nhưng quan trọng hơn hết là cải cách liên quan đến các khẩu đội pháo dã chiến và kỵ pháo của ông. Vào năm 1864, trong 4 khẩu đội pháo, chỉ 1 khẩu đội có pháo rãnh xoắn, như nhờ vào các hoạt động mạnh mẽ của Hindersin, khi Chiến tranh Áo-Phổ một năm rưỡi sau đó, cứ 16 khẩu đội pháo trong quân đội Phổ thì có 10 khẩu đội được trang bị vũ khí mới.
Bên cạnh sức mạnh vượt trội của pháo rãnh xoắn, các trận đánh năm 1866 cho thấy sự thiếu hiệu quả về mặt chiến thuật của lực lượng pháo binh Phổ, vốn tỏ ra yếu kém khi đương đầu với pháo binh Áo hơn pháo lực của Pháp trong cuộc Chiến tranh Áo-Pháp 7 năm trước đó (1859). Trong chiến dịch tại Böhmen, có lẽ pháo lực của Phổ chỉ thể hiện khả năng của mình tại trận Königgrätz, nơi các khẩu đội được trang bị pháo rãnh xoắn đã chiến đấu hiệu quả. Hindersin đã tháp tùng Quốc vương trong đại bản doanh hoàng gia suốt từ đầu tháng 7 cho đến khi chiến dịch chấm dứt, và trong suốt cuộc chiến, vị tướng vẫn không ngừng rèn luyện cho những người lính pháo binh của ông.
Mặc dù đã biết được hiệu quả của pháo rãnh xoắn ngay từ cuộc chiến năm 1864, Hindersin thực chất đã nhận thấy rằng cách binh lính sử dụng vũ khí mới tồi tệ hơn nhiều so với vũ khí mới của họ ngay từ các cuộc giám sát của ông vào năm 1864. Từ khi mới nhậm chức, sau mỗi cuộc đàm thoại, ông đều kết luận: "Chúng ta cần có một ngôi trường thực tập". Để xây dựng ngôi trường đó không phải là dễ trong bối cảnh khủng hoảng về hiến pháp và ngân quỹ tại Phổ, khi mà Nghị viện (Landtag) phản đối bất kỳ một sự gia tăng nào trong ngân sách quân sự. Tuy nhiên, điều đó đã không ngăn ngừa Hindersin mở một trường dạy người tình nguyện. Các sĩ quan già và trẻ, với kinh nghiệm ở mọi mức độ khác nhau, đã hội tụ trong ngôi trường đầu tiên này. Tuy nhiên, điều đó vẫn chưa ổn. Như mọi sĩ quan pháo binh đều biết, bên cạnh sự hữu ích của các khẩu đại bác, các vấn đề khó khăn đã nảy sinh trong việc quan sát, đo đạc và chỉ đạo. Và để khắc phục những vấn đề này, một khẩu đội pháo cần phải được sử dụng trong trường pháo binh. Và, chiến thắng của Phổ trước Áo năm 1866 đã đập tan rào cản vè ngân quỹ. Quốc hội Phổ đã trợ cấp cho việc thành lập trường thực tập pháo binh, và nhờ các khoản trợ cấp, Hindersin đã thiết lập Trường Pháo binh Berlin vào năm 1867. Với ngôi trường mới này, các phương thức huấn luyện pháo binh dã chiến, triển khai chiến thuật, và phối hợp với lực lượng bộ binh đã được giới thiệu. Nhìn chung, trong suốt khoảng thời gian từ năm 1866 cho đến năm 1877, pháo binh dã chiến Phổ đã có những cải tiến hết sức to lớn, và nhờ đó sự hữu hiệu của pháo binh Đức đã trở thành yếu tố bất ngờ chiến thuật lớn nhất trong cuộc Chiến tranh Pháp-Đức (1870 – 1871). Trong suốt cuộc chiến tranh này, cũng như năm 1866, Hindersin đã tháp tùng Quốc vương trong đại bản doanh hoàng gia, với tư cách là tướng tư lệnh của pháo binh.
Ông hiện diện trong các trận chiến tại Gravelotte–St. Privat và Sedan, đồng thời cũng tham gia trong cuộc vây hãm và pháo kích Paris. Khi bao vây thủ đô Pháp, ông đã trực tiếp chỉ huy pháo binh trong các cuộc giao tranh ở la belle St. Cloud, và phía dưới Valerien.

## Qua đời
Vào ngày 18 tháng 7 năm 1871, tướng Hindersin đã tổ chức lễ kỷ niệm 50 năm ngày ông nhập ngũ quân đội Phổ. Đáng lý ra ông phải tổ chức vào ngày 18 tháng 10 năm 1870, nhưng vì khi đó chiến tranh còn tiếp diễn nên ông không thể thực hiện. Buổi lễ đã được tổ chức trọng thể bởi Wilhelm I, Hoàng đế Đức và Vua Phổ, cùng với Thái tử Friedrich Wilhelm, các thân vương trong Hoàng gia Đức và Vương tộc Phổ, các vua và vương công khác tại Đức. Họ đã nhiệt liệt hoan nghênh ông và gửi đến ông những lời chúc tụng tốt đẹp nhất.
Cuộc chiến với Pháp cho thấy rằng công cuộc canh tân của ông giờ đây đã thành công. Lao lực đã vắt kiệt sức ông. 6 tháng và 8 ngày sau buổi lễ, ông qua đời vào ngày 25 tháng 1 năm 1872 tại Berlin. Ông được nhiều người thương tiếc, nhất là "các con" của ông – cách gọi trìu mến của Hindersin dành cho các sĩ quan, sĩ quan cấp thấp và binh lính chiến đấu trong lực lượng pháo binh Phổ.